# Bagrichthys hypselopterus
Bagrichthys hypselopterus es una especie de pez de la familia Bagridae en el orden de los Siluriformes. Se encuentran en Asia: desde Tailandia hasta Indonesia.

## Morfología
Los machos pueden llegar alcanzar los 40 cm de longitud total.